# ミックスジュース

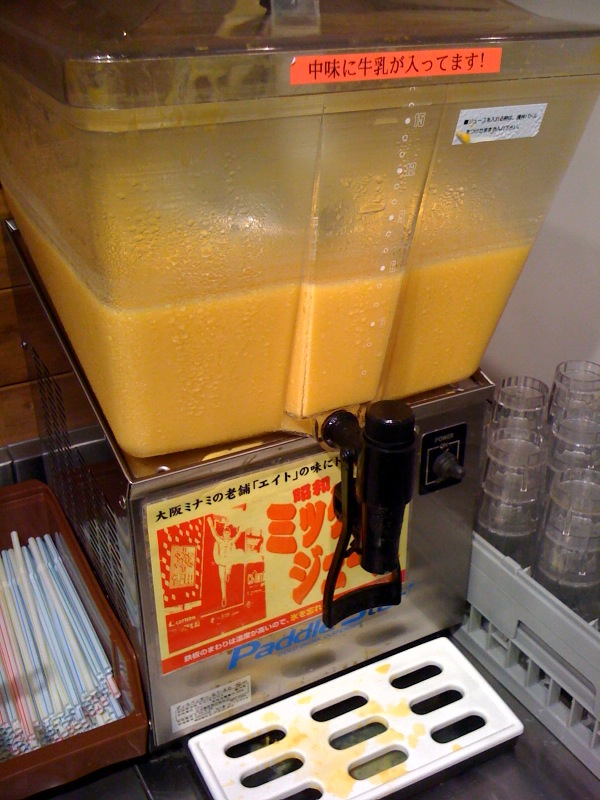
サーバーに入ったミックスジュース

ミックスジュースは、複数種の果汁及び牛乳を混ぜ合わせた飲料、または複数種の果汁を混ぜ合わせた清涼飲料を指す。

## 概要
近畿地方では、牛乳とさまざまな果物をミキサーで攪拌した飲み物を指すことが多い。この場合は、モモやみかん、バナナ、パイナップル、りんごなどの果物(缶詰も利用される)と牛乳と氷をミキサーに入れて混ぜ合わせて作られる。
一方、近畿地方以外では、複数種の果物の果汁を混合したものをミックスジュースと呼ぶことが多い。
缶・びん・紙パック等に封入して販売される飲料に関しては、果実飲料品質表示基準により果汁100%のもの以外は「ジュース」という名称が使用できない。このため、牛乳が入ったものを容器に封入して販売する場合にはコーヒー牛乳などと同様にミックスジュースを名乗ることができない。一般名称として認識されているため、日本サンガリアベバレッジカンパニーが2001年に缶入りの「みっくちゅじゅーちゅ」と称する清涼飲料水を商標登録して発売しているが、ミックスジュースを名乗っていないのは、この基準があるためである。一方、喫茶店等で提供される飲料はこの基準の適用を受けないため、牛乳を含む場合にもミックスジュースという名称を使用することができる。
なお、果汁に牛乳を加えた飲料としては、フルーツ・オーレがある。かつてはフルーツ牛乳と呼ばれたものであるが、2000年の雪印集団食中毒事件を契機に生乳100％でない製品は「牛乳」を名乗れなくなったため、フルーツ・オーレ等と呼ばれるようになった。明確な定義はないものの、近畿地方のミックスジュースは果実をミキサーに入れて粉砕する段階で牛乳を加えるのに対して、フルーツ・オーレはフルーツ・ジュースを牛乳で割る点で両者は製法が異なる。

## 歴史
近畿地方のミックスジュースは、大阪・新世界のジャンジャン横丁にある1948年創業の果物店が発祥とされる。この店は1960年に喫茶店に業態を変えて「千成屋珈琲店」となり、フルーツジュース発祥の店として知られるようになった。しかし、店主の体調不良のため、2015年末から休業し、2016年9月に閉店した。その後、創業者家族から経営の引継ぎが行われ2017年5月29日に営業を再開することとなった。
ミックスジュースは、1970年代にジューサー・ミキサーの家庭普及により日本全国に広まる。その後清涼飲料水の市場普及により廃れていくものの、2000年代でも近畿地方を中心に残っており、愛飲されている。近畿地方の喫茶店では定番メニューであり、畿外に引っ越した人はミックスジュースがローカルな飲み物であることを知り、愕然とすることが多いという。

## 鉄道駅におけるミックスジュースの販売

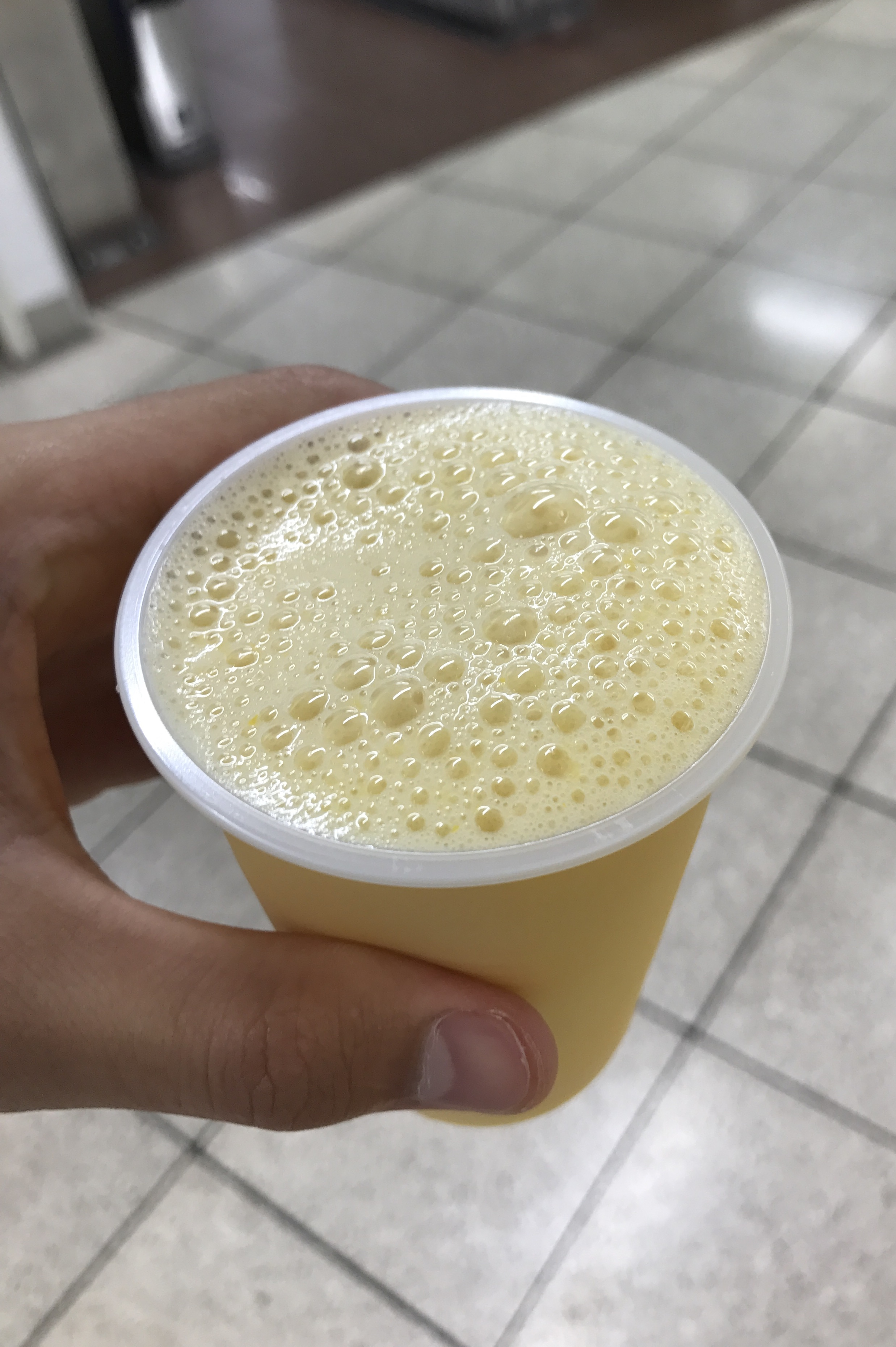
カップに入ったミックスジュース（阪神電車大阪梅田駅にて）

近畿地方では、主要鉄道駅構内にジューススタンドがあり、定番のミックスジュースをはじめ工夫を凝らした数種類のミックスジュースが販売されている。
阪神電車大阪梅田駅における梅田ミックスジュースや京阪電車淀屋橋駅の改札近くなどが特に有名である。注文を受けると一瞬だけミキサーを動作させてコップに注ぐ。この動作は「フラッシュ」または「フラッシング」とも呼ばれ、沈殿した果汁の粒をかき混ぜ均一化させるために行われる。また、冷たさを保ち、どろどろ感をやわらげ飲みやすくするために、氷をミックスしていることが特徴である。
京阪電気鉄道の駅構内のジューススタンドは「ジューサーバー」としてチェーン化されており、その後関東地方にも東日本旅客鉄道（JR東日本）と大手私鉄の駅構内にフランチャイズ出店されるようになった。

## ミックスジュースを題材とした作品

### 楽曲
- ぼくのミックスジュース
  - NHK『おかあさんといっしょ』で放送された楽曲。現在は童謡として多くのCDに収録されている。作詞：五味太郎、作曲：渋谷毅。
- MIX JUICE（ミックス ジュース）
  - グレートチキンパワーズのデビューシングル（1995年1月21日発売）
- ミックスジュース with luz
  - しゅーずのアルバム『DEEPEST shoose』収録曲。作詞 作曲：奏音69（2019年8月7日発売）。
- Mixed Juice（ミックス ジュース）
  - ジャニーズWESTのアルバム、及び表題曲（2022年3月9日発売）
- pink/ミックスジュース
  - シャイトープの配信シングル（2023年2月7日リリース）